# Miri Yu
Miri Yu (jap. 柳 美里 Yū Miri; ur. 22 czerwca 1968 w Tsuchiurze) – japońska pisarka i eseistka. Pisze w języku japońskim, swoim ojczystym języku, ale jest obywatelką Korei Południowej.

## Życiorys
Yu urodziła się w Tsuchiurze w koreańskiej rodzinie, zaś dorastała w Jokohamie.
Po ukończeniu liceum dołączyła do trupy teatralnej Tokyo Kid Brothers i pracowała jako aktorka i asystentka reżysera. W 1986 roku założyła trupę Seishun gogetsutō, a pierwsza z kilku napisanych przez nią sztuk ukazała się w 1991 roku.
We wczesnych latach 90. Yu zaczęła pisać prozę – pierwsza jej powieść zatytułowana Furu Hausu została wydana w 1996 roku, a później zdobyła nagrodę literacką Nomy za najlepsze dzieło nowego autora. Jej następna książka pod tytułem Kazoku shinema wydana rok później zdobyła prestiżową nagrodę Akutagawy. Opublikowała także dzieła literackie, takie jak Gōrudo rasshu (1998) i Hachi-gatsu no hate (2004). Jej bestsellerowy pamiętnik zatytułowany Inochi doczekał się adaptacji filmowej.
Pierwsza powieść Yu, półautobiograficzna praca zatytułowana Ishi ni oyogu sakana opublikowana we wrześniu 1994 w czasopiśmie „Shinchō”, stała się przedmiotem sporu prawnego i etycznego. Pierwowzór jednej z głównych bohaterek powieści – a także osoba, do której pośrednio nawiązuje tytuł – sprzeciwiła się jej przedstawieniu w opowieści. Wydanie powieści w formie książkowej zostało wstrzymane orzeczeniem sądu, a niektóre biblioteki ograniczyły dostęp do wersji czasopisma. Po długotrwałej walce prawnej, w 2002 roku opublikowano poprawioną wersję powieści.
Po trzęsieniu ziemi i tsunami w Tōhoku w 2011 roku Yu zaczęła często podróżować do dotkniętych obszarów, a od 16 marca 2012 prowadziła cotygodniowy program radiowy Yu Miri no futari to hitori w tymczasowej stacji nadawczej z siedzibą w Minami-Sōma w Fukushimie.
Jej powieść JR Ueno-Eki kōenguchi wydana w 2014 roku odzwierciedla jej zaangażowanie w pamięć historyczną, poruszając tematykę robotników migrujących z północno-wschodniej Japonii, aby pracować przy budowie obiektów olimpijskich w Tokio. W listopadzie 2020 powieść zdobyła nagrodę National Book Award w kategorii tłumaczenie.

### Życie prywatne
Yu spotkała się z rasistowskimi reakcjami na swoją pracę z powodu jej koreańskiego pochodzenia, a niektóre wydarzenia w księgarniach w Japonii zostały odwołane z powodu groźby zamachu bombowego. Od kwietnia 2015 Yu mieszka w Minami-Sōma. W 2018 roku otworzyła księgarnię Full House oraz przestrzeń teatralną LaMaMa ODAKA w swoim domu w dzielnicy Odaka w Fukushimie.
Jest samotną matką i ma syna (ur. 2000).

## Publikacje

### Powieści
- 1994: Ishi ni oyogu sakana (石に泳ぐ魚)
- 1996: Furu Hausu (フルハウス)
- 1997: Kazoku Cinema (家族シネマ)
- 1997: Mizube no yurikago (水辺のゆりかご)
- 1997: Tairu (タイル)
- 1998: Gōrudo rasshu (ゴールドラッシュ)
- 2000: Otoko (男)
- 2000: Inochi (命)
- 2001: Rūju (ルージュ)
- 2002: Koe (声)
- 2004: Hachi-gatsu no hate (8月の果て)
- 2004: On ea (オンエア)
- 2005: Ame to yume no ato ni (雨と夢のあとに)
- 2007: Tsuki e nobotta Kentarō-kun (月へのぼったケンタロウくん)
- 2008: Kuro (黒)
- 2014: JR Ueno-Eki kōenguchi (JR上野駅公園口) (pl. Stacja Tokio Ueno)
- 2016: Neko no o uchi (ねこのおうち)
- 2017: Kau hito (飼う人)

### Utwory dramatyczne
- 1991: Seibutsuga (静物画)
- 1993: Himawari no kan (向日葵の柩)
- 1994: Green Bench
- 1996: Sakana no matsuri (魚の祭)
- 2018: Machi no katami (町の形見)
- 2019: Aru hareta hi ni (ある晴れた日に)